# Donji Zovik (distrikt Brčko)
Donji Zovik je naselje u distriktu Brčko, BiH.

## Kultura
- Zovička večer
- Zavičajni susreti Donji Zovik

## Stanovništvo
Nacionalni sastav stanovništva 1991. godine, bio je sljedeći:
ukupno: 481
- Hrvati - 465
- ostali, neopredijeljeni i nepoznato - 16